# Zhangqiu
Zhangqiu (章丘 ; pinyin : Zhāngqiū) est une ville de la province du Shandong en Chine. C'est une ville-district placée sous la juridiction administrative de la ville sous-provinciale de Jinan.

## Démographie
La population du district était de 984 598 habitants en 1999.